# Hawthorn (Durham)
Hawthorn is een civil parish in het Engelse graafschap Durham.